# Gymnopus dryophilus
Gymnopus dryophilus  je gljiva česta u šumama umjerenog pojasa Europe i Sjeverne Amerike. Kod nas raste u bukovim, ali i crnogoričnim i miješanim šumama. Gljiva je sve do danas bila poznatija po sinonimu Collybia dryophila, hrvatski joj je naziv vitka plosnatica. Smatra se jestivom ali manje vrijednom, a sukladno nekim novijim istraživanjima vjerojatno je i ljekovita - sadrži protupalnu tvar beta glukan. Preporuča se koristiti samo klobuk. Može je se naći od svibnja do listopada.

## Opis
Klobuk promjera do 5 cm, stručak dužine do 8 cm. Listići bijeli, gusti. Klobuk svijetle krem do oker boje, sredina je obično nešto tamnija.

## Sinonimi
- Agaricus dryophilus Bull. 1790
- Agaricus dryophilus var. caespitis Berk. 1852
- Agaricus dryophilus var. dryophilus Bull. 1790
- Agaricus dryophilus var. ochraceus J. Kickx f. 1835
- Agaricus lupuletorum Weinm. 1828
- Collybia aquosa var. dryophila (Bull.) Krieglst. 2000
- Collybia dryophila (Bull.) P. Kumm. 1871
- Collybia dryophila var. alvearis Cooke 1909
- Collybia dryophila var. aurata Quél. 1886
- Collybia dryophila var. depressa Raithelh. 1974
- Collybia dryophila var. dryophila (Bull.) P. Kumm. 1871
- Collybia dryophila var. griseonigricans De Seynes
- Collybia dryophila var. minor Bres.
- Collybia dryophila var. oedipoides Singer 1947
- Collybia dryophila var. parvispora Raithelh. 1990
- Collybia dryophila var. peronota Bres.
- Collybia dryophila var. steinmanii Raithelh. 1974
- Collybia dryophila var. vernalis Schulzer & Bres. 1885
- Collybia dryophila var. xanthochroa R. Schulz 1924
- Collybia lupuletorum (Weinm.) Sacc. 1887
- Gymnopus dryophilus var. dryophilus (Bull.) Murrill 1916
- Marasmius dryophilus (Bull.) P. Karst. 1889
- Marasmius dryophilus var. alvearis (Cooke) Rea 1922
- Marasmius dryophilus var. auratus (Quél.) Rea 1922
- Marasmius dryophilus var. dryophilus (Bull.) P. Karst. 1889
- Marasmius lupuletorum (Weinm.) Bres. 1892
- Omphalia dryophila (Bull.) Gray 1821

## Vanjske poveznice
- Index Fungorum
- USDA ARS Fungal Database
- “Gymnopus dryophilus” by Robert Sasata, Healing-Mushrooms.net, December, 2007.
- Kuo, M. (2008, May) Gymnopus dryophilus at the MushroomExpert.Com Web site